# Oberonia pachyphylla
Oberonia pachyphylla là một loài thực vật có hoa trong họ Lan. Loài này được King & Pantl. mô tả khoa học đầu tiên năm 1898.